# Czarne (jezioro)
Czarne – niewielkie jezioro w województwie lubuskim, w powiecie świebodzińskim, w gminie Świebodzin, na Pojezierzu Łagowskim, położone na wschód od jeziora Paklicko Wielkie.

## Charakterystyka
Jezioro znajduje się na obszarze chronionego krajobrazu o nazwie Rynna Ołoboku i Paklicy. Głównym założeniem ochronnym tej strefy jest ochrona naturalnego korytarza ekologicznego wzdłuż wspomnianej rynny polodowcowej. Jezioro Czarne jest objęte strefą ciszy.

## Hydronimia
Do 1945 roku jezioro było nazywane Schwarzer See. 17 września 1949 roku wprowadzono nazwę Czarne. Obecnie państwowy rejestr nazw geograficznych jako nazwę jeziora w dalszym ciągu podaje Czarne. W niektórych źródłach nazwa jeziora wymieniana jest jako Białe lub Czarny Dół. W elektronicznym słowniku hydronimów Polski jako parę jeziora podano nieistniejące obecnie jezioro Białe. Jezioro Białe zanikło po II wojnie światowej, jednak na skutek bliskiego sąsiedztwa obu akwenów, w źródłach ich nazwy podawane są zamiennie.

## Zagospodarowanie
Administratorem wód jeziora jest Regionalny Zarząd Gospodarki Wodnej w Poznaniu. Utworzył on obwód rybacki, który obejmuje między innymi wody jezior Paklicko Wielkie, Tymień, Czarne, Radno oraz Rudny Staw wraz z wodami rzeki Paklica (Obwód rybacki jeziora Paklicko Wielkie na rzece Paklica – Nr 2). Gospodarkę rybacką na jeziorze prowadzi Polski Związek Wędkarski Okręg w Zielonej Górze.